# Генеральный план Киева (1938)
Генеральный план Киева 1938 года — генеральный план города Киева разработан группой архитекторов во главе с Павлом Хаустовым в 1934—1936 годах. Утвержден в 1938 году.
Генеральный план регламентировал общее территориальное развитие города, характеризовался закруглением его территории и компактным её освоением. Развитие Киева было предусмотрено не только на правом, но и на левом берегу Днепра. Это был первый советский генеральный план, в нём была чётко определена приоритетная рабочая профессия столицы — точное машино- и приборостроение. Значительное внимание уделялось реконструкции старых районов Киева и разработке новых районов.
Вся жилая территория (в городе тогда проживало около 750 тысяч человек) делилась на районы с определенными в них центрами, в которых сосредоточены культурно-бытовые учреждения (Центр, Петровка, Куренёвка, Лукьяновка, Жовтнивка, Святошино, Караваевы дачи, Сичнивка, Демиевка, Печерско-Зверинецкий и Левобережный районы). Новыми жилыми районами были названы Печерск, Зверинец, Лукьяновка, Сырец, Приорка, Борщаговка. Предлагая новые районы интенсивной промышленной застройки, специалисты первой назвали Нижнюю Теличку, где предлагалось разместить производство, требующее удобной связи с водным и железнодорожным транспортом. Вторым важным промышленным районом назвали район Святошино. Здесь было предусмотрено размещение шести заводов, трёх фабрик, типографии и прочее. По плану Павла Хаустова значительный размах приобрели работы по строительству днепровского водопровода. На то время артезианский водопровод уже не мог больше удовлетворять потребности растущего населения и промышленности города. Вкладывались большие ассигнования на строительство городского коллектора. Значительное внимание уделялось городскому транспорту, в частности развитию нового для Киева транспорта — троллейбусного.
Предложения относительно застройки столицы сводились к размещению правительственного центра на Владимирской улице и на площади Героев Перекопа (Софийская площадь). В проекте не оставалось места для памятников архитектуры. В результате реализации так называемой «социалистической реконструкции» столицы Украины были уничтожены более 100 лучших сооружений XII-XX веков.
Одновременно со строительством Правительственного центра планом предусматривалось возведение ряда общественных зданий республиканского значения. Это — Верховная Рада УССР и НКВД, обустройство новой набережной от моста имени Евгении Бош к Почтовой площади, на месте уничтоженного кладбища «Аскольдова могила» создание крупнейшего в Европе зелёного театра на 35 000 мест и т.д. В разработке архитектурно-планировочной части генплана принимали участие архитекторы Владимир Заболотный, Михаил Гречина, Адриан Матушевич и Петр Юрченко.